# Carrizal de la Vía
Carrizal de la Vía är en ort i Mexiko.   Den ligger i kommunen Juan R. Escudero och delstaten Guerrero, i den södra delen av landet, 250 km söder om huvudstaden Mexico City. Carrizal de la Vía ligger 567 meter över havet och antalet invånare är 396.
Terrängen runt Carrizal de la Vía är huvudsakligen kuperad, men åt sydost är den bergig. Runt Carrizal de la Vía är det ganska tätbefolkat, med 72 invånare per kvadratkilometer. Närmaste större samhälle är Tierra Colorada, 4,6 km söder om Carrizal de la Vía. I omgivningarna runt Carrizal de la Vía växer huvudsakligen savannskog.